# Miloš Teodosić
Miloš Teodosić, soprannominato «il mago» (in serbo Милош Теодосић?; Valjevo, 19 marzo 1987), è un ex cestista serbo, che gioca come playmaker o guardia. Ha giocato in squadre prestigiose come l’Olympiakos, il CSKA Mosca e la Virtus Bologna, inoltre prima dell’esperienza in Italia ha giocato anche in NBA nei Los Angeles Clippers.

## Caratteristiche tecniche
Playmaker alto 195 centimetri, per 90 kg di peso, è un assistman nonché buon tiratore da tre punti. Dotato di una visione di gioco globale, Teodosić è ritenuto uno dei giocatori europei più completi e più forti della sua generazione. è anche considerato uno dei passatori europei più prolifici della storia.

## Carriera

### Gli inizi
Muove i primi passi nelle giovanili del Metalac Valjevo, la principale squadra della sua città natale, prima di trasferirsi a Belgrado, nelle formazioni giovanili del FMP Železnik, con cui debutta in prima squadra nella stagione 2004-2005 del campionato serbo-montenegrino.
La stagione successiva, per maturare esperienza, viene ceduto in prestito al Borac Čačak, ma rientra subito a Belgrado, sempre al Železnik, dove rimane fino al 2007.

### Gli anni in Grecia

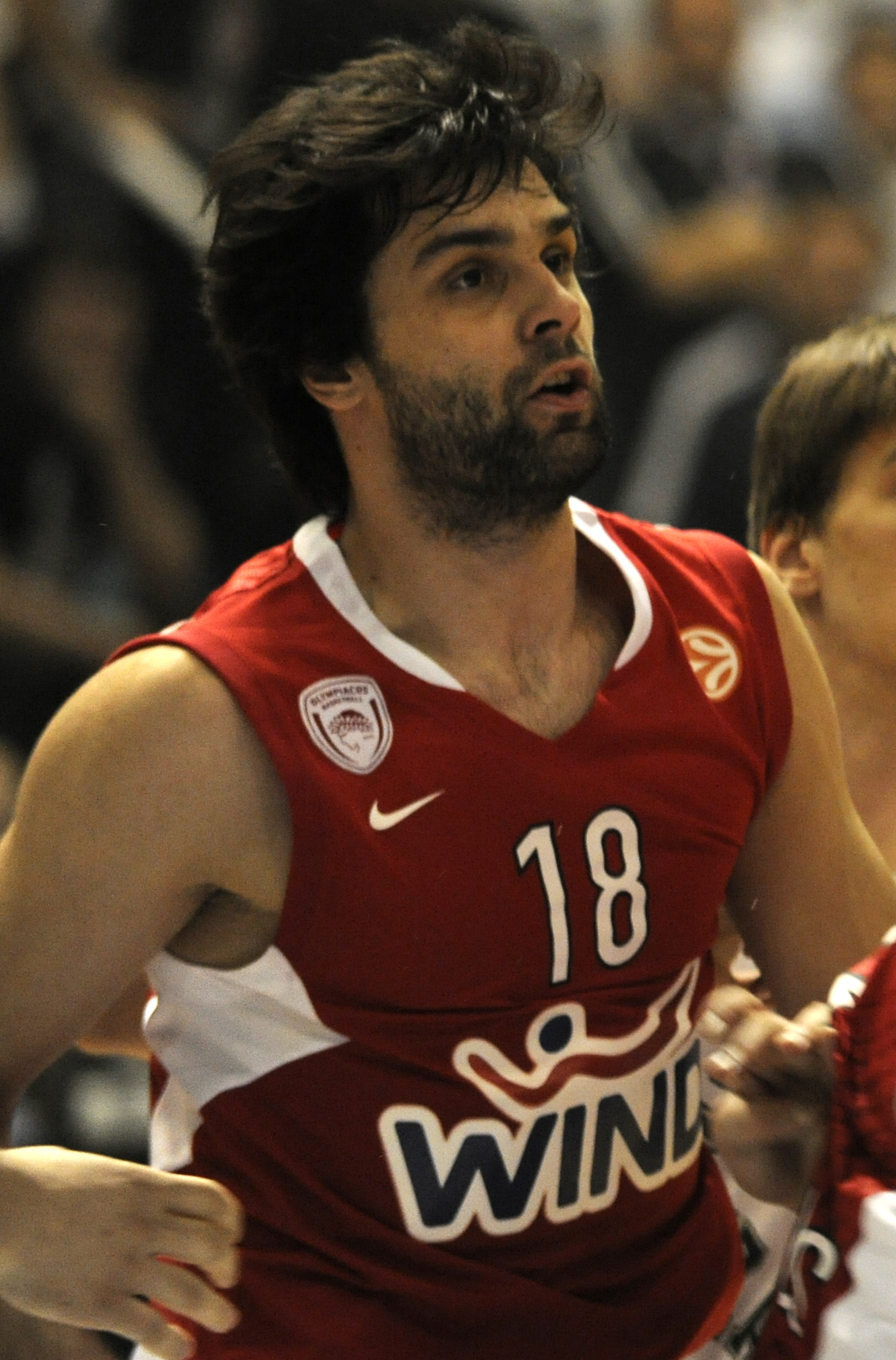
Miloš Teodosić ai tempi dell'Olympiacos Pireo nel 2009.

Nell'estate del 2007 si trasferisce in Grecia, all'Olympiacos Pireo di Pini Gershon, con cui raggiunge la finale sia del campionato greco, che della Coppa di Grecia, entrambe perse col Panathinaikos. In Eurolega, l'Olympiacos, dopo alti e bassi nella prima parte della competizione, viene eliminato ai quarti di finale dai futuri campioni del CSKA Mosca di Ettore Messina.
La stagione successiva, la squadra del Pireo viene ulteriormente rinforzata, ma ancora una volta non riesce a battere gli avversari del Panathinaikos, che si aggiudicano entrambe le competizioni interne. Diverso invece il cammino nell'Eurolega 2008-09, con la formazione greca che dopo un decennio raggiunge le Final Four, piazzandosi infine al quarto posto assoluto dopo aver perso le semifinali col Panathinaikos per 82-84, e la finale del 3º/4º posto col Barcellona.
Nella stagione 2009-10 raggiunge la finale di Eurolega in cui però il suo Olympiakos viene battuto dal Barcellona. Teodosić riceve comunque il premio di miglior giocatore dell'Eurolega. il 18 febbraio 2011 riceve il premio FIBA al miglior giocatore europeo dell'anno, lasciando al secondo posto Pau Gasol e al terzo Dirk Nowitzki.

### CSKA Mosca e vittoria dell'Eurolega
Durante l'estate 2011, con l'esodo di molti giocatori dall'Olympiakos, strettamente collegato alla crisi economica che affligge l'intera Grecia, Teodosic lascia la squadra del Pireo per firmare con il CSKA Mosca.
Nella stagione 2015-16 guida la squadra russa alla conquista della settima Euroleague, battendo il Fenerbahçe 101-96 dopo un tempo supplementare.
L'anno successivo la squadra non si riconferma, venendo eliminata alle Final Four dall'Olympiacos per 82-78.

### NBA
Il 6 luglio 2017 Teodosić firma un contratto annuale (con opzione per il secondo anno) con i Los Angeles Clippers. Il 7 febbraio 2019, dopo un anno e mezzo caratterizzato dagli infortuni e in cui ha avuto anche difficoltà ad ambientarsi, viene tagliato fuori dalla squadra.

### Virtus Bologna
Il 13 luglio 2019 firma un contratto triennale (2+1) con la Virtus Pallacanestro Bologna. A causa di una fascite plantare, esordisce ad ottobre per la terza di campionato nella vittoria contro la Reyer Venezia mettendo a referto 22 punti e 7 assist in 21 minuti di gioco e contribuendo in maniera decisiva alla vittoria. Nella prima stagione (poi sospesa a causa della sopraggiunta pandemia di COVID-19) realizza 15,1 punti e 6,1 assist di media, nonostante le sconfitte in Coppa Intercontinentale (contro Tenerife in finale 80-72) e in Coppa Italia (contro Venezia ai quarti 81-82).
La stagione 2020-21 parte con la sconfitta in finale di Supercoppa italiana contro Milano. Nonostante venga nominato MVP della prima fase di Eurocup (14,6 punti, 6,4 assist e 4,9 falli subiti per incontro in meno di 25' a partita), la Virtus viene eliminata in semifinale contro l'Unics Kazan. 
L'11 giugno 2021 conquista il titolo di Campione d'Italia, superando Milano per 4-0 nella serie finale.. Nell'occasione il cestista serbo viene nominato MVP della serie finale con una media di 15,5 punti a partita, 6 assist e 16,5 di valutazione.
L'8 luglio 2021 rinnova il suo contratto con la Virtus fino al termine della stagione 2022-2023.
Il 21 Settembre vince la sua prima Supercoppa Italiana battendo Milano 84-90. Per lui 9 punti e 6 assist in 19 minuti di gioco. L'11 Giugno 2022 vince la sua prima Eurocup, riportando così la Virtus in Eurolega. Chiude con 19 punti in 21 minuti di gioco e viene nominato MVP della finale.
A fine stagione 2022/23 non rinnova e viene acquistato dallo Stella Rossa Belgrado.

### Nazionale

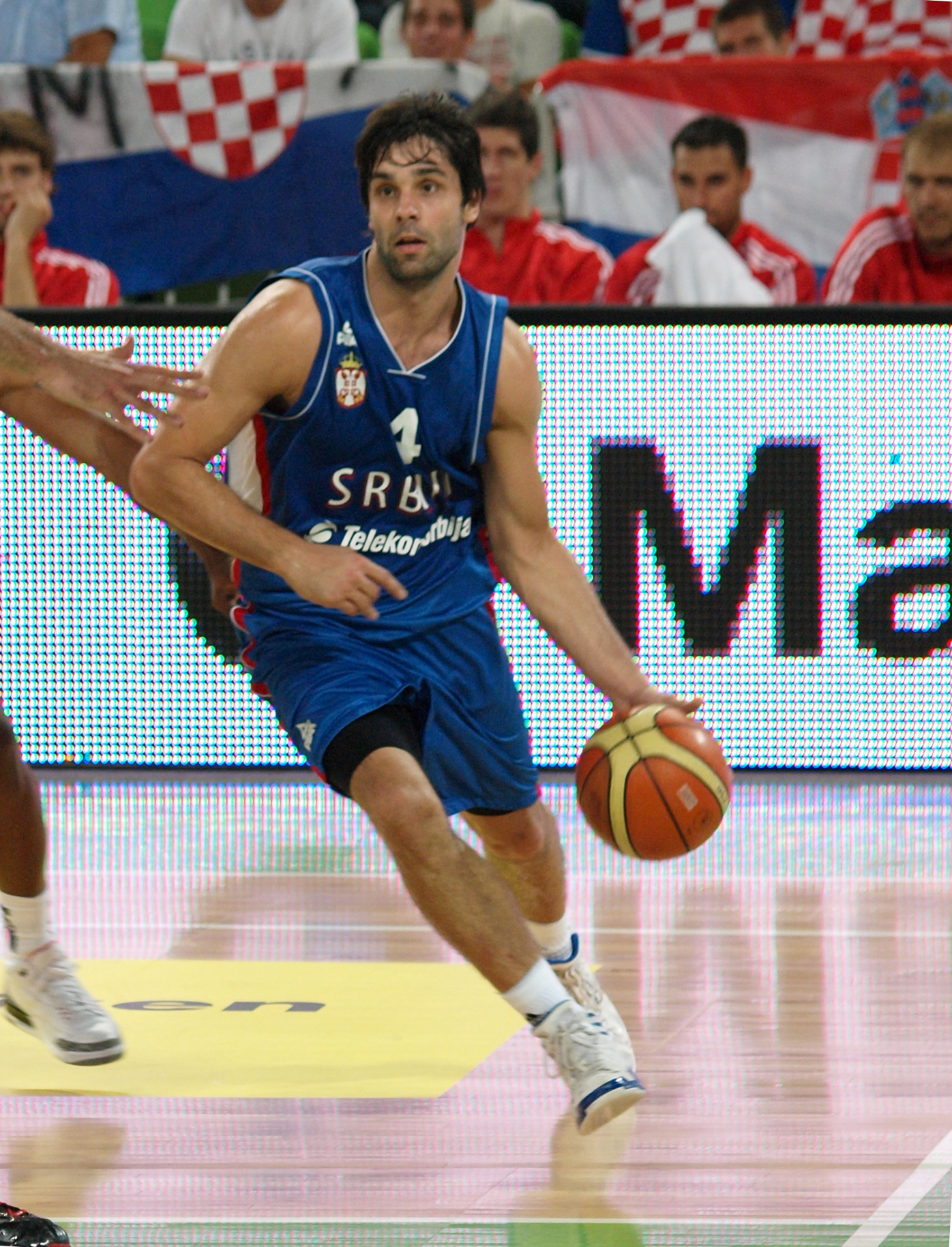
Miloš Teodosić in palleggio con la divisa della Serbia nel 2011.

Ha vinto la medaglia d'oro agli europei 2003 FIBA Europe Under-16 Championship, la medaglia d'oro nel 2005 agli FIBA Europe Under-18 Championship ed è stato nominato MVP del torneo nel FIBA Europe Under-20 Championship nel 2007, sempre con la Serbia vincitrice del torneo.
Nel 2007 è stato convocato per disputare gli Europei in Spagna con la maglia della nazionale della Serbia. È stato poi inserito nel quintetto base ideale all'EuroBasket 2009, perso in finale contro la Spagna.
Al Mondiale 2014 guida la Serbia alla conquista di una storica medaglia d'argento, perdendo 129-92 contro gli USA.
Problemi al piede sinistro, emersi in un'amichevole contro la Lituania, riconducibili a una fascite plantare che già aveva afflitto il giocatore nel corso della sua carriera, non hanno permesso la sua partecipazione ai Campionati mondiali 2019 che si sono svolti in Cina.

Biografia e curiosità
Teodosić è sposato con una attrice serba, Jelisaveta Orašanin, con cui ha avuto due figli: Petra e Bogdan.
Teodosić per le sue prestazioni così chiamate dai tifosi “magate” viene soprannominato il “mago”

## Statistiche

### NBA

#### Regular Season
| Anno      | Squadra       | PG | PT | MP   | TC%  | 3P%  | TL%  | RP  | AP  | PRP | SP  | PP  |
| --------- | ------------- | -- | -- | ---- | ---- | ---- | ---- | --- | --- | --- | --- | --- |
| 2017-2018 | L.A. Clippers | 45 | 36 | 25,2 | 41,9 | 37,9 | 84,8 | 2,8 | 4,6 | 0,5 | 0,1 | 9,5 |
| 2018-2019 | L.A. Clippers | 15 | 0  | 10,0 | 42,5 | 37,0 | 57,1 | 1,1 | 2,1 | 0,2 | 0,1 | 3,2 |
| Carriera  | Carriera      | 60 | 36 | 21,4 | 42,0 | 37,8 | 81,1 | 2,4 | 4,0 | 0,4 | 0,1 | 8,0 |

#### Massimi in carriera
- Massimo di punti: 18 vs Memphis Grizzlies (26 gennaio 2018)[12]
- Massimo di rimbalzi: 7 (2 volte)
- Massimo di assist: 10 vs Sacramento Kings (26 dicembre 2017)
- Massimo di palle rubate: 3 vs Denver Nuggets (17 gennaio 2018)
- Massimo di stoppate: 1 (6 volte)
- Massimo di minuti giocati: 34 vs Memphis Grizzlies (2 gennaio 2018)

### Eurolega
| Anno       | Squadra        | PG  | PT  | MP   | TC%  | 3P%  | TL%  | RP  | AP   | PRP | SP  | PP   |
| ---------- | -------------- | --- | --- | ---- | ---- | ---- | ---- | --- | ---- | --- | --- | ---- |
| 2007-2008  | Olympiakos     | 23  | 7   | 19,5 | 39,6 | 27,3 | 83,3 | 2,1 | 2,0  | 0,7 | 0,0 | 5,2  |
| 2008-2009  | Olympiakos     | 17  | 10  | 14,6 | 33,3 | 35,3 | 100  | 0,9 | 1,7  | 0,5 | 0,0 | 3,3  |
| 2009-2010  | Olympiakos     | 22  | 21  | 30,2 | 48,9 | 42,6 | 89,2 | 2,5 | 4,9  | 1,8 | 0,2 | 13,4 |
| 2010-2011  | Olympiakos     | 18  | 16  | 25,5 | 32,8 | 29,0 | 89,8 | 2,7 | 3,6  | 0,7 | 0,1 | 10,9 |
| 2011-2012  | CSKA Mosca     | 22  | 20  | 26,5 | 43,2 | 36,1 | 82,7 | 2,7 | 5,0  | 0,6 | 0,0 | 10,4 |
| 2012-2013  | CSKA Mosca     | 30  | 29  | 29,7 | 45,7 | 37,7 | 82,3 | 2,8 | 4,9  | 1,0 | 0,1 | 12,7 |
| 2013-2014  | CSKA Mosca     | 23  | 16  | 24,9 | 40,6 | 34,7 | 92,9 | 2,5 | 4,0  | 0,5 | 0,0 | 10,7 |
| 2014-2015  | CSKA Mosca     | 24  | 8   | 28,2 | 43,3 | 40,5 | 86,6 | 2,8 | 7,0  | 0,8 | 0,0 | 14,8 |
| 2015-2016† | CSKA Mosca     | 29  | 0   | 26,8 | 46,8 | 42,8 | 88,4 | 2,7 | 5,7  | 0,9 | 0,0 | 16,1 |
| 2016-2017  | CSKA Mosca     | 29  | 6   | 27,6 | 44,4 | 38,1 | 89,7 | 2,1 | 6,8* | 0,6 | 0,0 | 16,1 |
| 2022-2023  | Virtus Bologna | 26  | 9   | 19,5 | 40,4 | 39,4 | 89,7 | 1,6 | 6,0  | 0,6 | 0,1 | 10,3 |
| 2023-2024  | Stella Rossa   | 27  | 4   | 21,1 | 37,8 | 34,0 | 81,9 | 2,0 | 5,9  | 0,7 | 0,1 | 9,4  |
| Carriera   | Carriera       | 290 | 146 | 24,8 | 42,6 | 37,4 | 87,3 | 2,3 | 5,0  | 0,8 | 0,1 | 11,5 |

### Eurocup
| Anno       | Squadra        | PG | PT | MP   | TC%  | 3P%  | TL%  | RP  | AP  | PRP | SP  | PP   |
| ---------- | -------------- | -- | -- | ---- | ---- | ---- | ---- | --- | --- | --- | --- | ---- |
| 2004-2005  | FMP Železnik   | 1  | 0  | 14,0 | 33,3 | 0,0  | 66,7 | 1,0 | 1,0 | 0,0 | 0,0 | 4,0  |
| 2006-2007  | FMP Železnik   | 16 | 1  | 18,9 | 52,4 | 42,6 | 79,6 | 2,1 | 2,9 | 1,2 | 0,1 | 7,8  |
| 2019-2020  | Virtus Bologna | 15 | 5  | 26,3 | 47,9 | 40,6 | 88,0 | 2,7 | 5,5 | 0,5 | 0,3 | 17,8 |
| 2020-2021  | Virtus Bologna | 19 | 9  | 27,5 | 44,3 | 32,5 | 86,2 | 3,0 | 6,9 | 0,8 | 0,0 | 15,4 |
| 2021-2022† | Virtus Bologna | 15 | 12 | 24,1 | 41,1 | 34,5 | 86,4 | 2,0 | 7,9 | 0,5 | 0,1 | 11,5 |
| Carriera   | Carriera       | 66 | 27 | 24,2 | 45,5 | 36,5 | 85,3 | 2,5 | 5,8 | 0,7 | 0,1 | 13,0 |

## Palmarès

### Club

#### Competizioni nazionali
- Coppa di Serbia e Montenegro: 1

FMP Železnik: 2005
- Coppa di Serbia: 3

FMP Železnik: 2007
Stella Rossa: 2024, 2025
- Coppa di Grecia: 2

Olympiakos: 2009-2010, 2010-2011
- Campionato russo: 2

CSKA Mosca: 2011-2012, 2012-2013
- Campionato italiano: 1

Virtus Bologna: 2020-2021
- Supercoppa italiana: 2

Virtus Bologna: 2021, 2022
- Campionato serbo: 1

Stella Rossa: 2023-2024

#### Competizioni internazionali
- VTB United League: 6

CSKA Mosca: 2011-12, 2012-13, 2013-14, 2014-15, 2015-16, 2016-17
- Eurolega: 1

CSKA Mosca: 2015-16
- Eurocup: 1

Virtus Bologna: 2021-22
- Lega Adriatica: 1

Stella Rossa: 2023-24

### Individuale
- MVP Europei U-20: 1

2007
- Membro del quintetto ideale agli Europei: 1

2009
- MVP Coppa di Grecia: 2

2009-10, 2010-11
- Euroleague MVP: 1

2009-10
- All-Euroleague First Team: 3

2009-10, 2014-15, 2015-16
- Membro del quintetto ideale ai Mondiali: 2

2010, 2014
- FIBA Europe Player of the Year Award: 1

2010
- All-Euroleague Second Team: 3

2011-12, 2012-13, 2016-17
- MVP VTB United League Finals: 2 (record)

2013-14, 2015-16
- All-Eurocup First Team: 2

Virtus Bologna: 2020-21, 2021-22
- MVP finali Serie A: 1

Virtus Bologna: 2020-2021
- Eurocup Finals Mvp: 1

Virtus Bologna: 2021-22
- MVP Coppa di Serbia: 1

Stella Rossa: 2024
- Quintetto ideale della ABA Liga: 1

Stella Rossa: 2023-24